# Margrit Wetzel
Margrit Wetzel (8 de abril de 1950 - 14 de maio de 2021) foi uma política alemã. Ela fez parte do Partido Social Democrata da Alemanha, o qual representou como membro do Bundestag.
Wetzel morreu a 14 de maio de 2021, aos 71 anos.